# Julio Óscar Trelles
Julio Óscar Trelles Montes (* 23. August 1904 in Andahuaylas, Apurímac; † 2. Oktober 1990 in Lima) war ein peruanischer Arzt, Hochschullehrer und Politiker, der unter anderem von 1963 bis 1964 Premierminister sowie zwischen 1980 und 1981 Präsident des Senats war.

## Leben

### Studium, Hochschullehrer und Gesundheitsminister

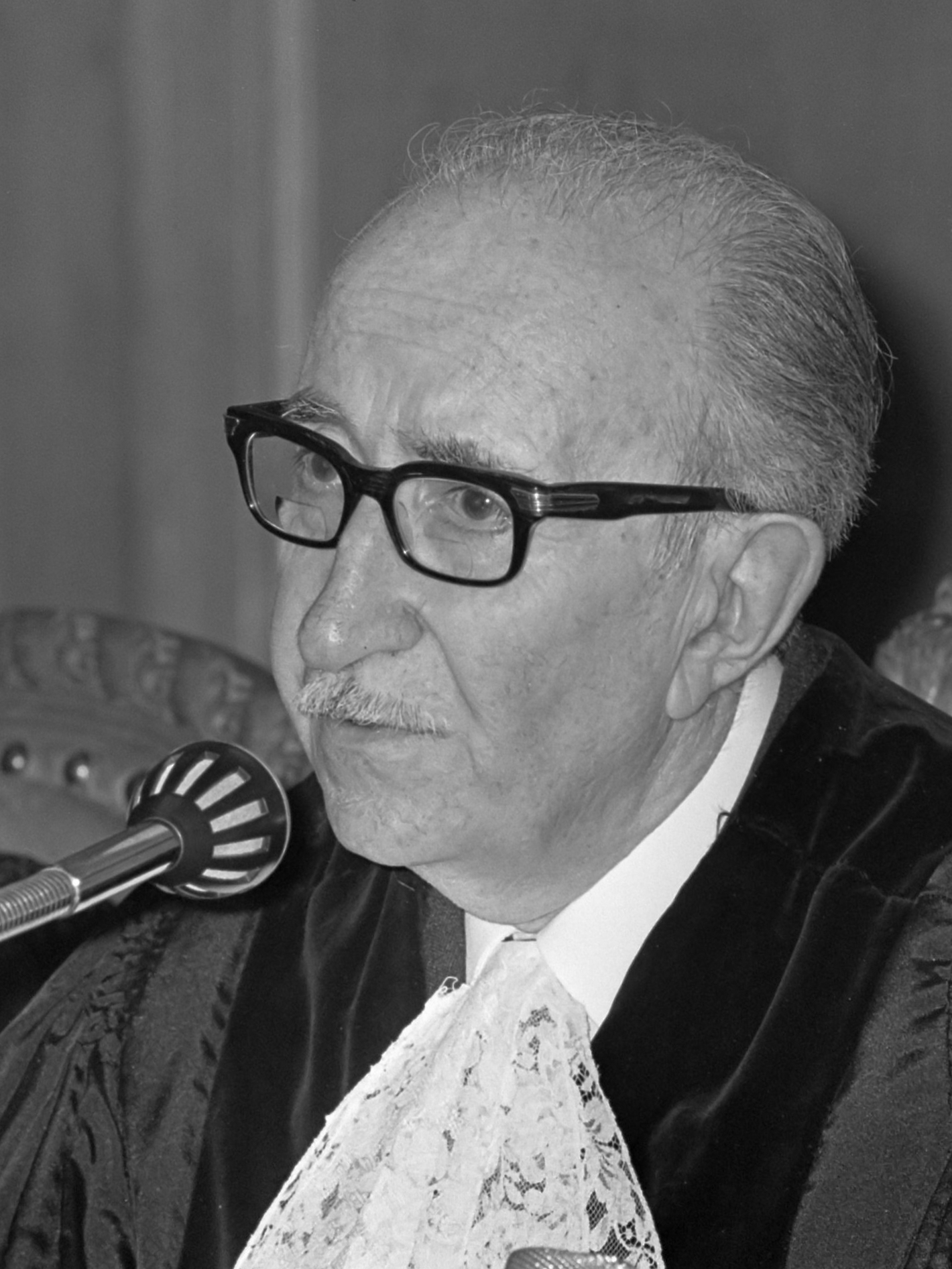
Während der Amtszeit von Staatspräsident José Luis Bustamante y Rivero war Trelles von 1945 bis 1946 Minister für öffentliche Gesundheit und soziale Wohlfahrt.

Julio Óscar Trelles Montes, Sohn von Juan Antonio Trelles und María Antonia Montes, begann nach dem Schulbesuch ein Studium der Medizin an der Sorbonne, der Universität von Paris, und arbeitete nach dessen Abschluss von 1930 bis 1935 an einer nach Joseph Jules Dejerine benannten Forschungseinrichtung bei Jean Lhermitte. 1935 erwarb er bei Lhermitte einen Doktor der Medizin mit der Dissertation Les Ramollissements protubérantiels (1933) und veröffentlichte 1935 mit Pierre Masquin Précis d’anatomo-physiologie normale et pathologique du système nerveux, eine Zusammenfassung der normalen und pathologischen Anatomie-Physiologie des Nervensystems. Nach seiner Rückkehr legte er 1936 an der Universidad Nacional Mayor de San Marcos (UNMSM) seine Habilitation mit der Habilitationsschrift Reblandecimientos protuberanciales, eine Fortentwicklung seiner Dissertation, und übernahm daraufhin die Professur am Lehrstuhl für Neurologie an der UNMSM, an der er bis 1961 lehrte. Zugleich war er zwischen 1940 und 1974 Direktor des ersten neurologischen Krankenhauses in Peru, Santo Toribio de Mogrovejo, und wurde Mitglied der französischen Académie nationale de médecine. 1943 wurde er mit dem nach Hipólito Unanue benannten Premio Hipólito Unanue für das Werk La Oliva Bulbar: Esctructura, Funcion y Patologia für die beste Arbeit über die nationale Medizin oder eine der verwandten Wissenschaften ausgezeichnet.
Während der Amtszeit von Staatspräsident José Luis Bustamante y Rivero war Trelles im Kabinett von Premierminister Enrique García Sayan zwischen dem 28. Juli 1945 und dem 23. Januar 1946 Minister für öffentliche Gesundheit und soziale Wohlfahrt (Ministro de Salud Pública y Asistencia Social). 1948 gründete er mit Jorge Basadre Grohmann, Javier de Belaunde Ruiz de Somocurcio und anderen die Sozialrepublikanische Partei PSR (Partido Social Republicano). Er engagierte sich zudem im Club Nacional, deren Mitglieder aus den vornehmsten und wohlhabendsten Familien des Landes stammen. Julio Óscar Trelles trat der am 7. Juli 1956 von Fernando Belaúnde Terry gegründeten Volksaktion AP (Acción Popular) bei und wurde 1959 als Nachfolger von Celso Pastor de la Torre 1959 erstmals Generalsekretär der Acción Popular und bekleidete diese Funktion bis zu seiner Ablösung durch Gastón Acurio Velarde 1961.

### Premierminister, Botschafter und Senatspräsident

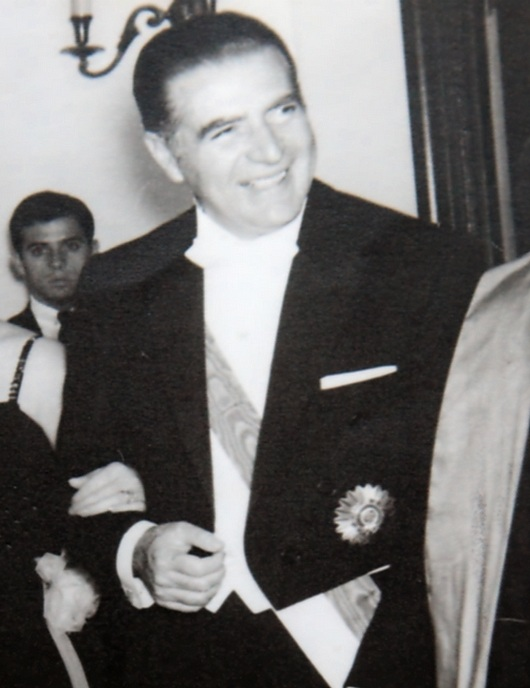
Unter Staatspräsident Fernando Belaúnde Terry war Trelles 1963 Premierminister sowie Minister für Inneres und Polizei.

Nach dem Amtsantritt von Fernando Belaúnde Terry als Staatspräsident wurde Trelles von diesem am 28. Juli 1963 zum Premierminister (Presidente del Consejo de Ministros) berufen. Er bekleidete dieses Amt bis zum 31. Dezember 1963, woraufhin Fernando Schwalb López Aldana ihn am 3. Januar 1964 offiziell ablöste. Er übernahm in seinem Kabinett zugleich vom 28. Juli 1963 bis zum 1. Januar 1964 das Amt als Minister für Inneres und Polizei (Ministro de Gobierno y Policía).
Nach seinem Ausscheiden aus der Regierung löste Julio Óscar Trelles 1964 Héctor Boza als Botschafter in Frankreich ab und verblieb auf diesem diplomatischen Posten bis 1965, ehe dieser Posten erst 1967 mit José Francisco Miró Quesada Cantuarias wieder besetzt wurde. Nach seiner Rückkehr übernahm er 1965 wiederum von Gastón Acurio Velarde den Posten als Generalsekretär der Acción Popular und hatte diesen nunmehr bis 1967 inne, woraufhin José María de la Jara y Ureta ihn ablöste.
Nachdem er sich während der von 1968 bis 1980 dauernden zwölfjährigen Militärdiktatur unter General Juan Velasco Alvarado (1968 bis 1975) und General Francisco Morales Bermúdez (1975 bis 1980) aus dem politischen Leben zurückgezogen hatte, wurde Trelles nach der Wiederherstellung der Demokratie mit der erneuten Wahl von Fernando Belaúnde Terry zum Staatspräsidenten am 27. Juli 1980 als Spitzenkandidat der Acción Popular zum Mitglied des Senats (Senador de la República) gewählt und vertrat in diesem bis zum 26. Juli 1985 die Interessen von Lima. Zugleich wurde er auf der konstituierenden Sitzung des Senats am 28. Juli 1980 zum ersten Präsidenten des Senats (Presidente del Senado) gewählt und bekleidete dieses Amt ein Jahr lang bis zum 28. Juli 1981, woraufhin der Zweite Vize-Staatspräsident Javier Alva Orlandini zugleich diese Funktion übernahm.
Trelles war zwei Mal verheiratet, und zwar in erster Ehe mit María Montero Muelle sowie in zweiter Ehe mit Stella Orihuela Loredo. Aus seiner ersten Ehe ging sein Sohn Jorge Alfredo Trelles Montero hervor, der 1994 Bildungsminister sowie zwischen 1995 und 2000 Mitglied des Kongresses der Republik Peru war.

## Veröffentlichungen
- Les Ramollissements protubérantiels, 1933
- Précis d’anatomo-physiologie normale et pathologique du système nerveux central, Mitautor Pierre Masquin, 1935, Neuauflage 1940
- Jean Lhermitte. Vida y obra, 1939
- La oliva bulbar. Estructura, función, patología, 1943